# Mikołaj II Lotaryński
Mikołaj II Lotaryński właśc. Nicolas François de Lorraine-Vaudémont (ur. 6 grudnia 1609 we Francji, zm. 27 stycznia 1670 w Nancy) – francuski kardynał, książę Lotaryngii.

## Życiorys
Urodził się 6 grudnia 1609 roku na terenie Francji, jako syn Franciszka II. Studiował na uniwersytecie w Pont-à-Mousson, gdzie uzyskał doktoraty z filozofii i teologii. 31 sierpnia 1619 roku został mianowany biskupem koadiutorem Toul, a 14 września 1624 roku został biskupem tejże diecezji. Nigdy nie przyjął sakry i pełnił funkcję administratora apostolskiego oraz kanonika kapituły katedralnej w Nancy. 19 stycznia 1626 roku został kreowany kardynałem in pectore. Jego nominacja na kardynała diakona została ogłoszona na konsystorzu 30 sierpnia 1627 roku. Siedem lat później jego brat Karol IV zrezygnował z księstwa Lotaryngii, na rzecz Mikołaja. Z tego powodu Mikołaj zrezygnował z kapelusza kardynalskiego i poślubił swoją kuzynkę Claude Françoise de Lorraine. 8 marca tego 1634 roku papież pozbawił go godności kardynalskiej i wszystkich beneficjów. Mikołaj zmarł 27 stycznia 1670 roku w Nancy.